# 이맘

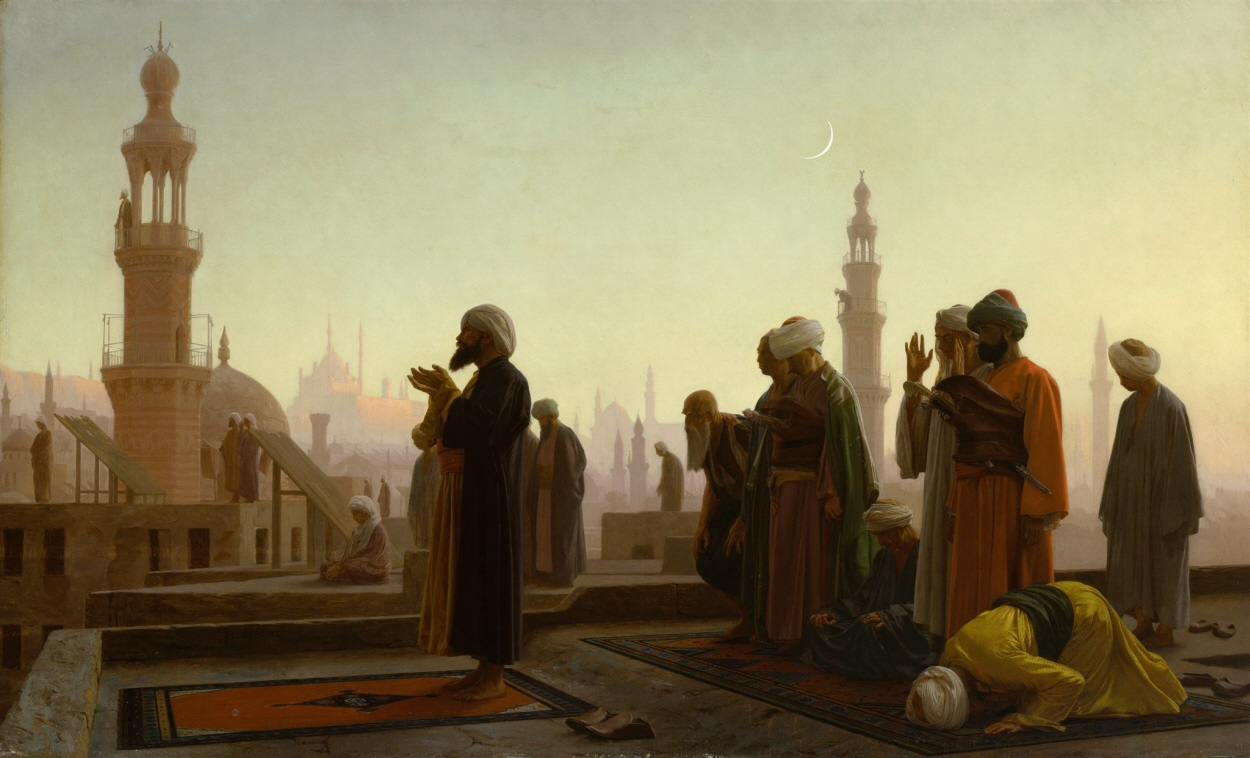

이맘(아랍어: إمام, 페르시아어: امام)은 아랍어로 '지도자', '모범이 되어야 할 것'을 의미하는 말이다. 통례적으로는, 이슬람교의 크고 작 은 종교 공동체를 지도하는 통솔자를 이맘이라고 부른다. 그러므로 예를 들어 한 나라의 통치자도 이맘으로 불릴 수 있다. 그러나 대문자로 쓰인 이맘(아랍어:  الإمام, Imām)은 이슬람 전통(특히, 시아파 믿음)에서 매우 중요한 함축적인 의미를 지닌다. 이 말은 특히 시아파 계통에 속하는 제파(12이맘파, 이스마이르파, 자이드파 등)에 대해 중요한 의의를 가진다. 꾸란에서는 원어 이상의 의미로는 쓰여져 있지 않다.
이맘의 가장 넓은 의미로는 무슬림에게 가장 중요한 의무 중의 하나인 집단 예배를 실시할 때 신도들을 지도하는 역할을 맡는 사람을 가리키는 호칭이다. 이 의미에서의 이맘은 원칙적으로는 상임의 역할이 아니고, 금요일 예배와 같이 사람들이 모스크에 모여서 집단 예배를 할 때 모인 신도들 중에서 가장 예배의 모범이 되는 자를 골라내어 이맘으로 삼게 되어 있다. 원칙상 이슬람교는 사제가 따로 없기 때문에 이 역할은 아주 중요하다.
금요일 예배 등 집단적인 예배를 하는 종교적으로 중요한 날에는, 예배에 앞서 후트바로 불리는 설교를 하티브가 실시하는데, 이맘이 하티브를 겸하는 경우도 있다. 그 때문에, 실제로는 이슬람에 관한 교육을 받아 이슬람 학문에 능통한 울라마로 불리는 사람들이 특정한 모스크의 이맘을 직무로서 맡는 경우가 많다.
이외에는 수니파에서는 이맘이 되는 자의 최고 서열을 따지기는 한다. 혼자 예배를 보는 경우 혼자 이맘이 되고 가족이 함께 예배를 보는 경우 가족 중에서 웃어른이 이맘이 될수 있다. 그리고 이슬람 군종이 없는 군대에서는 최선임자 또는 지휘관이 이슬람교를 믿는경우 해당 지휘관이 휘하 무슬림 병력을 데리고 예배를 보는데 이 경우에는 지휘관이나 최선임자가 이맘이 된다. 그러나 지휘관이 시아파이면 수니파 최선임자가 수니파 병력과 시아파 지휘관을 모시고 통합 예배를 보는데 이 경우 수니파 최고 계급을 가진 자가 이맘이 된다.
또한 형제간에 예배를 보는 경우에는 가장 맏형이 이맘이 되고, 직장에서 무슬림들이 예배를 보면 직장에서 최고의 직책을 가진 직장 상사가 이맘이 된다. 무슬림 친구들끼리 예배를 보는 경우에는 생일이 가장 빠른 사람이 이맘이 된다.
군종 이맘은 이슬람 신학교를 졸업 한 자가 군종 이맘에 지원하여 각 군에서 실시하는 군종사관 과정 시험을 응시하여 합격 후에 이후 소정의 군사 교육을 받아 군종사관으로 임관해서 군종 이맘으로 복무한다.
현재 이맘이 통치하고 있는 대표적인 나라는 1979년의 이슬람 혁명 이후의 이란이다. 이란은 대통령이 있지만 대통령은 행정 수반을 맡는 데에 그치며 실제로는 이맘이 강력한 권력을 행사하고 있다.

## 같이 보기
- 랍비